# Talais
Talais (graphie identique en gascon) est une commune du Sud-Ouest de la France, située dans le département de la Gironde (région Nouvelle-Aquitaine).
Ses habitants sont appelés les Talaisiens.

## Géographie

### Localisation
1. Carte dynamique
2. Carte Openstreetmap
3. Carte topographique
4. Carte avec les communes environnantes

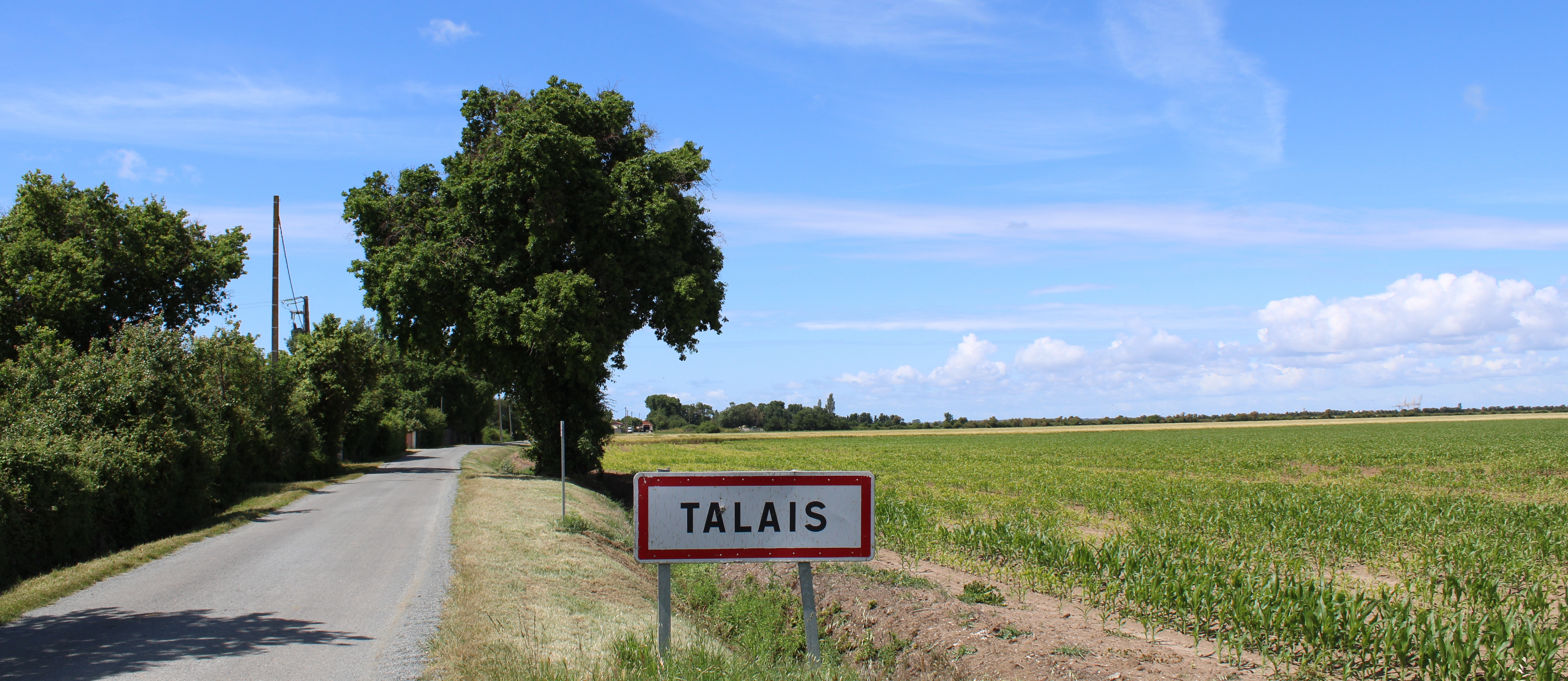
Entrée de la commune.

Commune située dans le Médoc sur la rive gauche de l'estuaire de la Gironde.

### Communes limitrophes
Les communes de Meschers-sur-Gironde, Arces et Talmont-sur-Gironde sont sur la rive droite de l'estuaire de la Gironde.
| Soulac-sur-Mer      | Meschers-sur-Gironde (Charente-Maritime) | Arces (Charente-Maritime)                                   |
|                     | Talais                                   | Talmont-sur-Gironde (Charente-Maritime, par un quadripoint) |
| Grayan-et-l'Hôpital |                                          | Saint-Vivien-de-Médoc                                       |

### Climat
Pour des articles plus généraux, voir Climat de la Nouvelle-Aquitaine et Climat de la Gironde.
Historiquement, la commune est exposée à un climat océanique aquitain.  
En 2020, Météo-France publie une typologie des climats de la France métropolitaine dans laquelle la commune est exposée à un climat océanique et est dans la région climatique  Littoral charentais et aquitain, caractérisée par une pluviométrie élevée en automne et en hiver, un bon ensoleillement, des hiver doux (6,5 °C), soumis à la brise de mer.
Pour la période 1971-2000, la température annuelle moyenne est de 12,9 °C, avec une amplitude thermique annuelle de 13,2 °C. Le cumul annuel moyen de précipitations est de 891 mm, avec 12,6 jours de précipitations en janvier et 6,4 jours en juillet. Pour la période 1991-2020, la température moyenne annuelle observée sur la station météorologique la plus proche, située sur la commune de Vensac à 8 km à vol d'oiseau, est de 13,4 °C et le cumul annuel moyen de précipitations est de 921,5 mm,. Pour l'avenir, les paramètres climatiques de la commune estimés pour 2050 selon différents scénarios d’émission de gaz à effet de serre sont consultables sur un site dédié publié par Météo-France en novembre 2022.

## Urbanisme

### Typologie
Au 1er janvier 2024, Talais est catégorisée commune rurale à habitat dispersé, selon la nouvelle grille communale de densité à sept niveaux définie par l'Insee en 2022.
Elle est située hors unité urbaine et hors attraction des villes,.
La commune, bordée par l'estuaire de la Gironde, est également une commune littorale au sens de la loi du 3 janvier 1986, dite loi littoral. Des dispositions spécifiques d’urbanisme s’y appliquent dès lors afin de préserver les espaces naturels, les sites, les paysages et l’équilibre écologique du littoral, tel le principe d'inconstructibilité, en dehors des espaces urbanisés, sur la bande littorale des 100 mètres, ou plus si le plan local d’urbanisme le prévoit.

### Occupation des sols

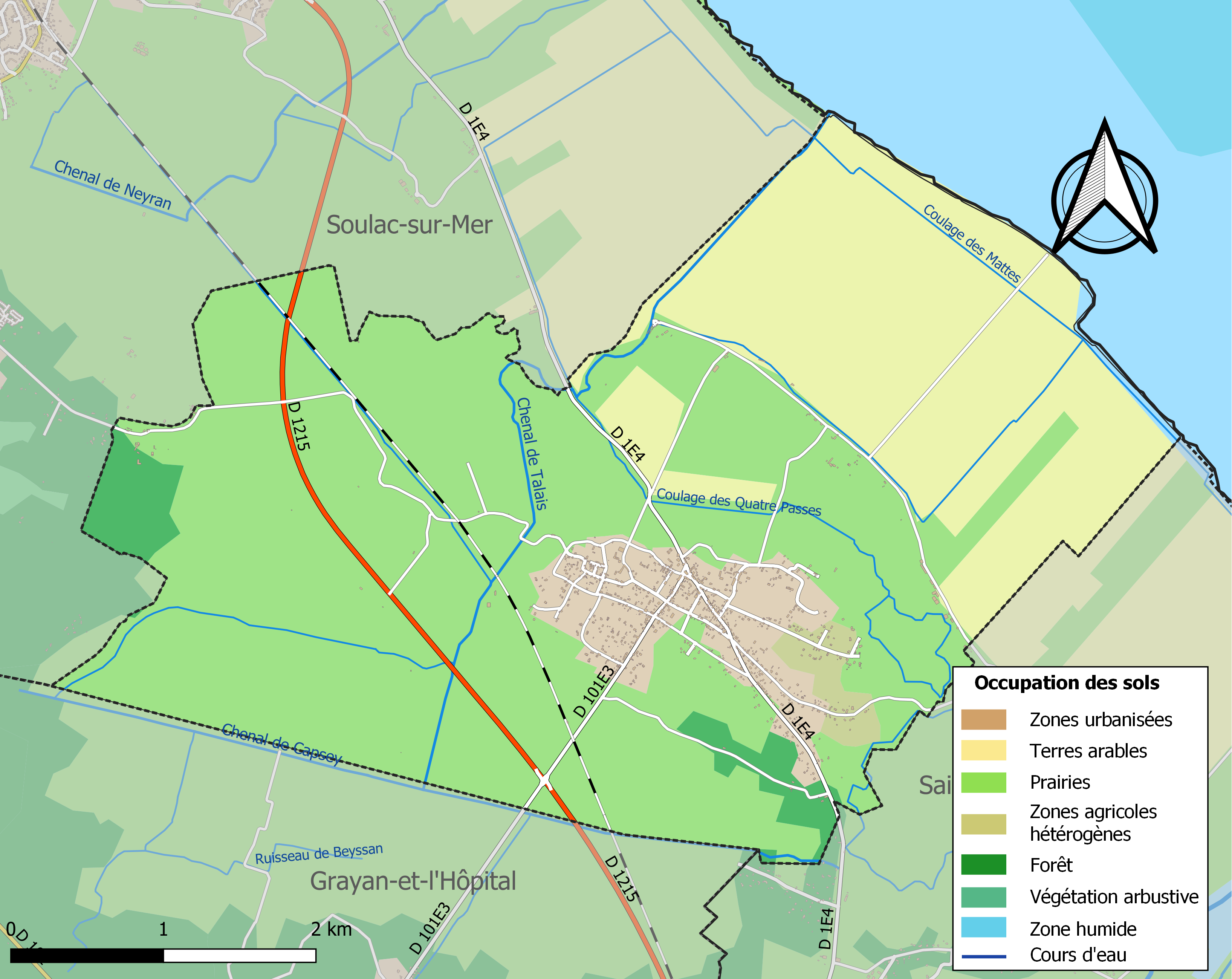
Carte des infrastructures et de l'occupation des sols de la commune en 2018 (CLC).

L'occupation des sols de la commune, telle qu'elle ressort de la base de données européenne d’occupation biophysique des sols Corine Land Cover (CLC), est marquée par l'importance des territoires agricoles (46,8 % en 2018), en diminution par rapport à 1990 (48 %). La répartition détaillée en 2018 est la suivante : 
eaux maritimes (36,4 %), prairies (32,4 %), terres arables (13,7 %), zones humides côtières (11,6 %), zones urbanisées (3,6 %), forêts (1,6 %), zones agricoles hétérogènes (0,7 %). L'évolution de l’occupation des sols de la commune et de ses infrastructures peut être observée sur les différentes représentations cartographiques du territoire : la carte de Cassini (XVIIIe siècle), la carte d'état-major (1820-1866) et les cartes ou photos aériennes de l'IGN pour la période actuelle (1950 à aujourd'hui).

### Risques majeurs
Le territoire de la commune de Talais est vulnérable à différents aléas naturels : météorologiques (tempête, orage, neige, grand froid, canicule ou sécheresse), inondations et séisme (sismicité faible). Un site publié par le BRGM permet d'évaluer simplement et rapidement les risques d'un bien localisé soit par son adresse soit par le numéro de sa parcelle.
Certaines parties du territoire communal sont susceptibles d’être affectées par le risque d’inondation par débordement de cours d'eau. La commune a été reconnue en état de catastrophe naturelle au titre des dommages causés par les inondations et coulées de boue survenues en 1982, 1999 et 2009,.

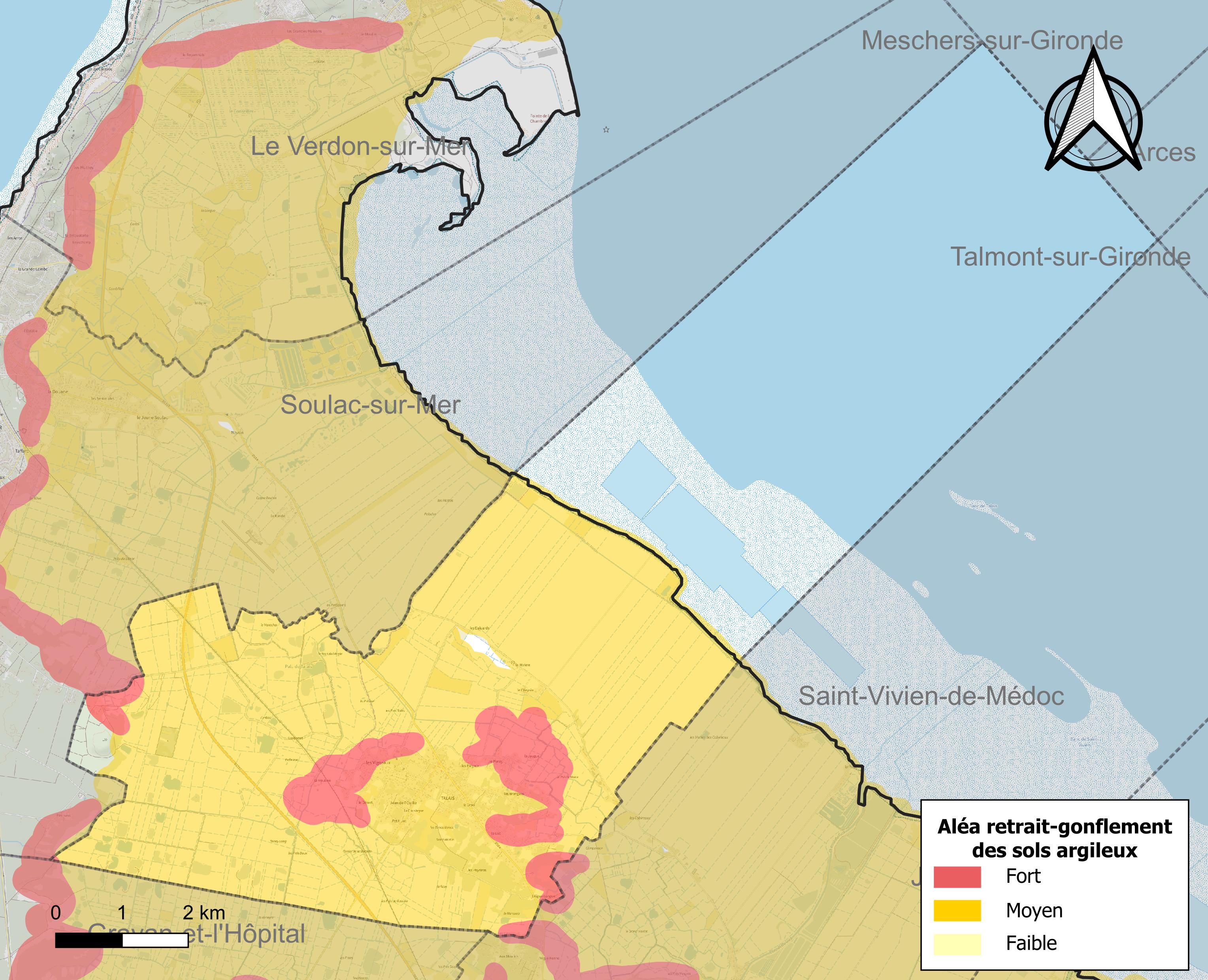
Carte des zones d'aléa retrait-gonflement des sols argileux de Talais.

Le retrait-gonflement des sols argileux est susceptible d'engendrer des dommages importants aux bâtiments en cas d’alternance de périodes de sécheresse et de pluie. 52 % de la superficie communale est en aléa moyen ou fort (67,4 % au niveau départemental et 48,5 % au niveau national). Sur les 525 bâtiments dénombrés sur la commune en 2019,  525 sont en aléa moyen ou fort, soit 100 %, à comparer aux 84 % au niveau départemental et 54 % au niveau national. Une cartographie de l'exposition du territoire national au retrait gonflement des sols argileux est disponible sur le site du BRGM,.
Concernant les mouvements de terrains, la commune a été reconnue en état de catastrophe naturelle au titre des dommages causés par la sécheresse en 2003 et 2011 et par des mouvements de terrain en 1999.

## Politique et administration

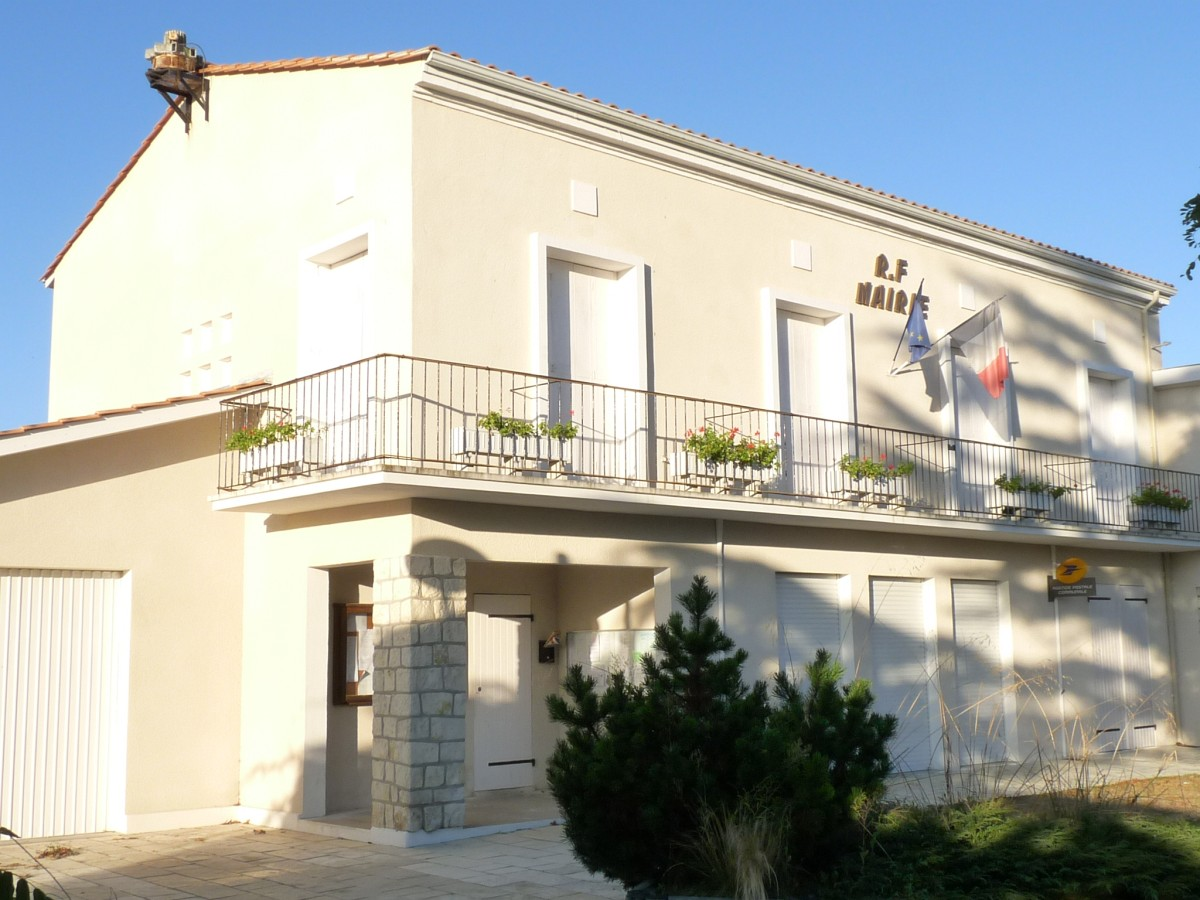
La mairie.

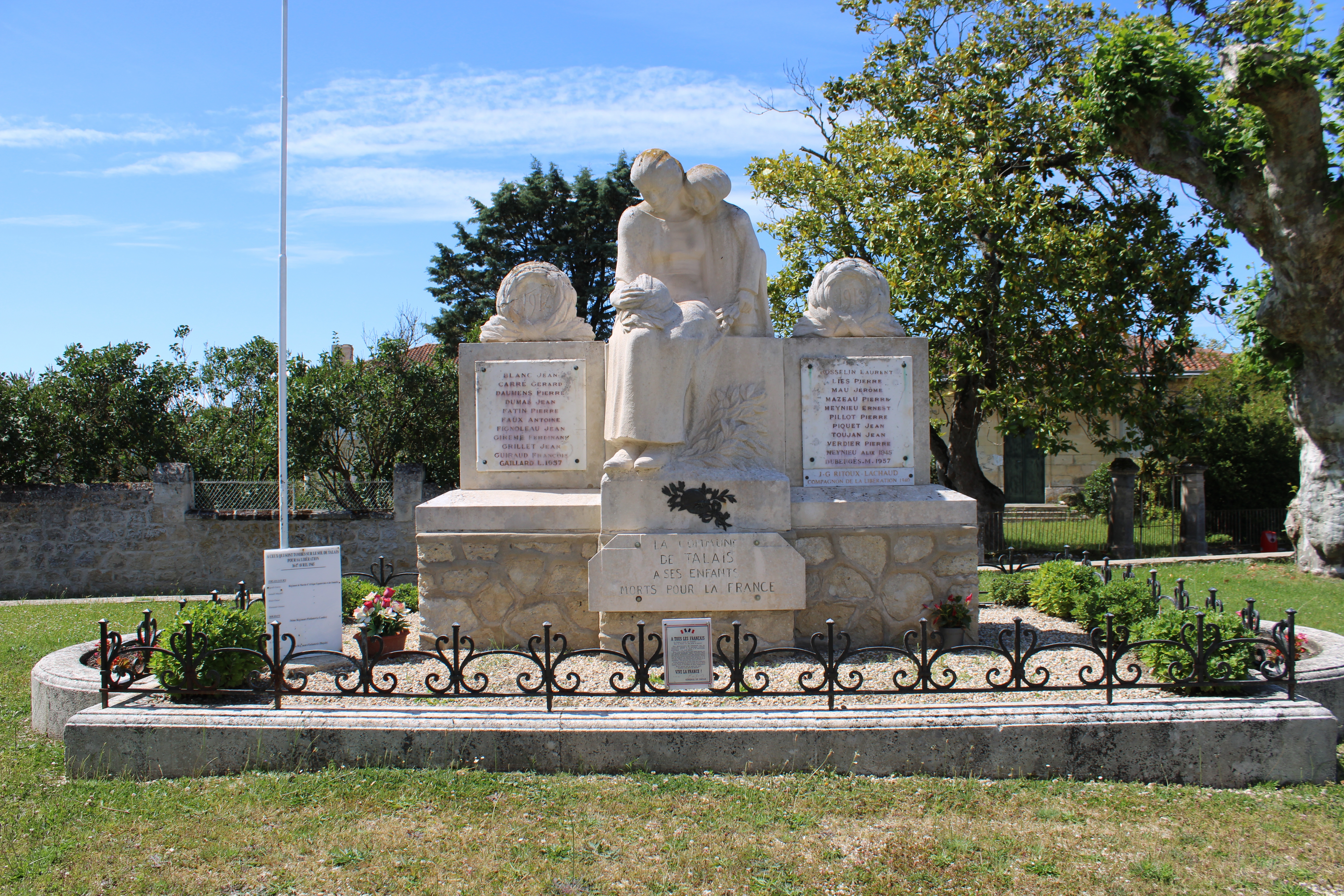
Le monument aux morts

| Période                                  | Période  | Identité             | Étiquette | Qualité                              |
| ---------------------------------------- | -------- | -------------------- | --------- | ------------------------------------ |
| maire en 1840                            | ?        | Justin Gaillard      |           | Notaire, conseiller d'arrondissement |
| Les données manquantes sont à compléter. |          |                      |           |                                      |
| 1948                                     | 1953     | Marie Gabet          |           |                                      |
| 1953                                     | 1977     | Vincent Perraut      |           |                                      |
| 1977                                     | 1995     | Hector Chaudet       |           |                                      |
| 1995                                     | 2008     | Jean-François Régère | DVD       | Député UMP (2002-2007)               |
| 2008                                     | En cours | Franck Laporte       |           | Retraité de l'enseignement           |
| Les données manquantes sont à compléter. |          |                      |           |                                      |

## Démographie
| 1793 | 1800 | 1806 | 1821 | 1831 | 1836 | 1841 | 1846 | 1851 |
| ---- | ---- | ---- | ---- | ---- | ---- | ---- | ---- | ---- |
| 410  | 375  | 410  | 413  | 536  | 497  | 613  | 666  | 680  |

| 1856 | 1861 | 1866 | 1872 | 1876 | 1881 | 1886 | 1891 | 1896 |
| ---- | ---- | ---- | ---- | ---- | ---- | ---- | ---- | ---- |
| 723  | 729  | 723  | 720  | 761  | 802  | 806  | 820  | 784  |

| 1901 | 1906 | 1911 | 1921 | 1926 | 1931 | 1936 | 1946 | 1954 |
| ---- | ---- | ---- | ---- | ---- | ---- | ---- | ---- | ---- |
| 759  | 761  | 699  | 627  | 598  | 664  | 663  | 547  | 629  |

| 1962 | 1968 | 1975 | 1982 | 1990 | 1999 | 2006 | 2011 | 2016 |
| ---- | ---- | ---- | ---- | ---- | ---- | ---- | ---- | ---- |
| 541  | 549  | 566  | 542  | 599  | 547  | 619  | 675  | 731  |

| 2021 | 2022 | - | - | - | - | - | - | - |
| ---- | ---- | - | - | - | - | - | - | - |
| 759  | 756  | - | - | - | - | - | - | - |

## Équipements, services et vie locale

### Le port de Talais

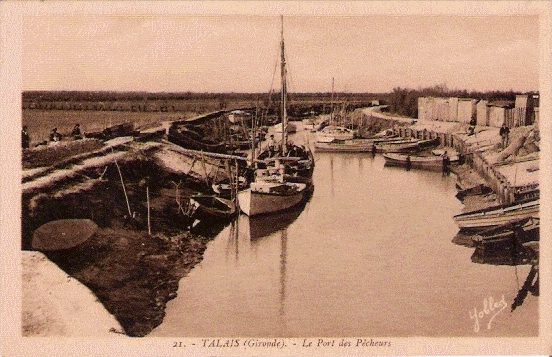
Carte postale du port de Talais vers 1920.
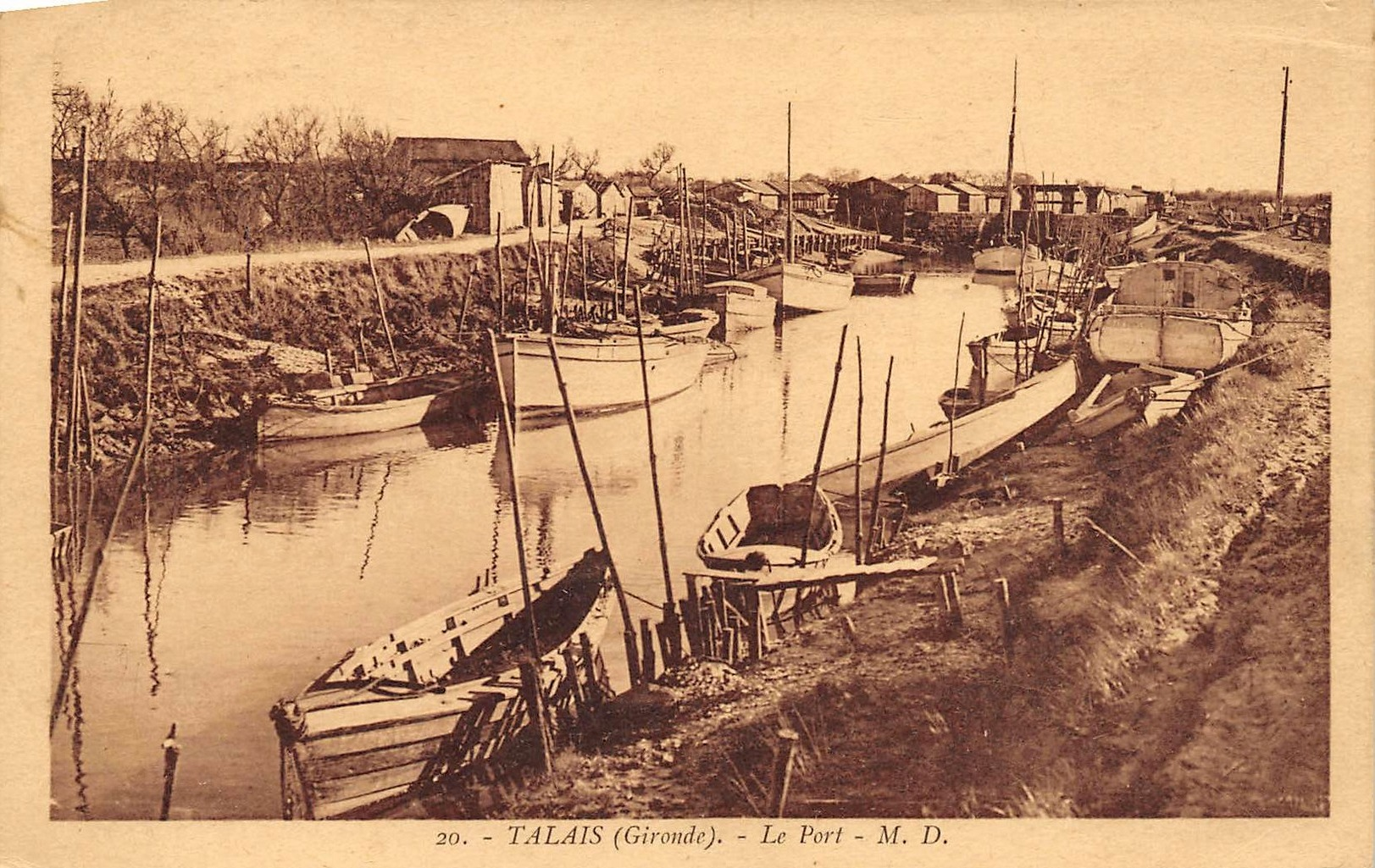
Carte postale du port de Talais vers 1920.
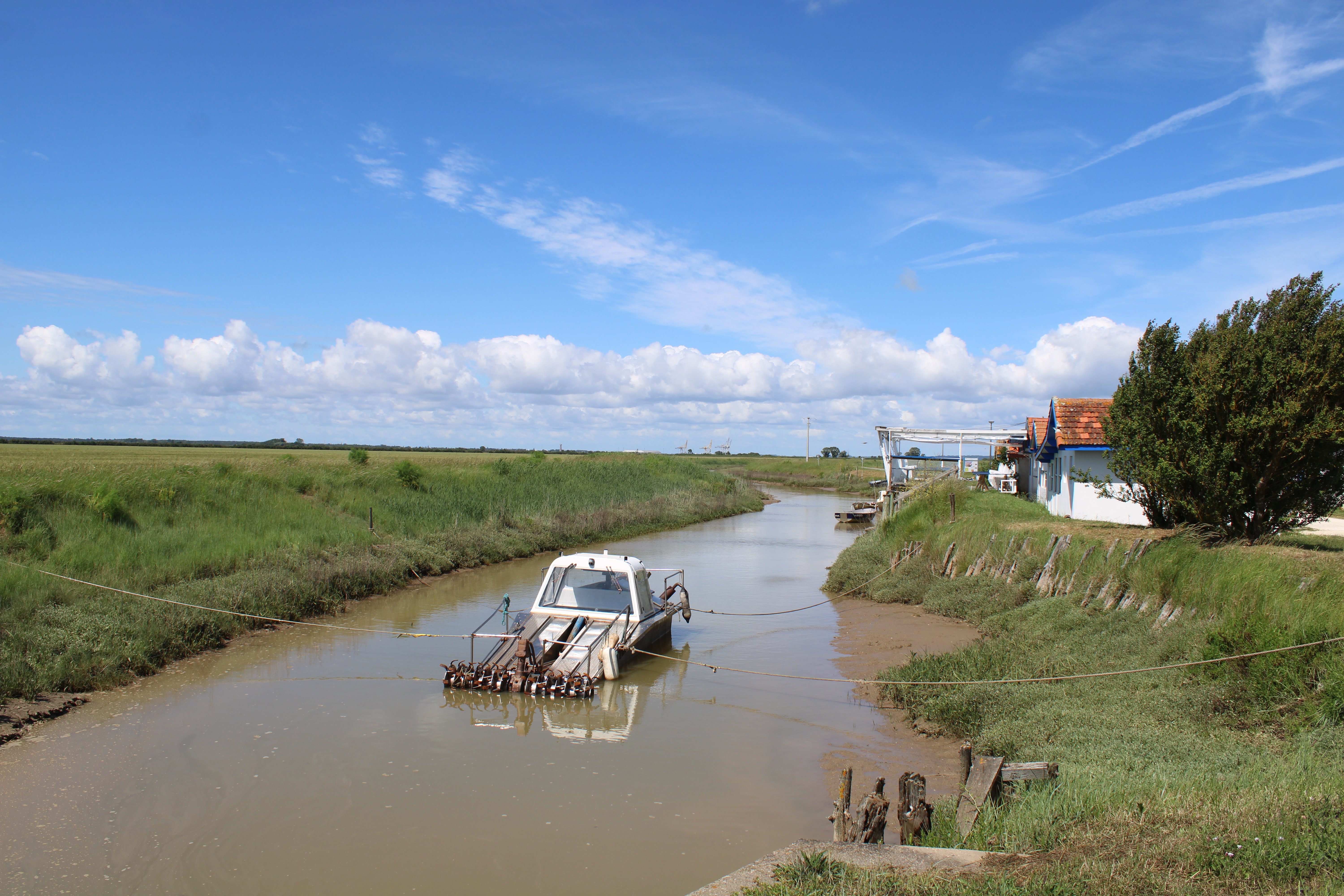
Le port en 2022.
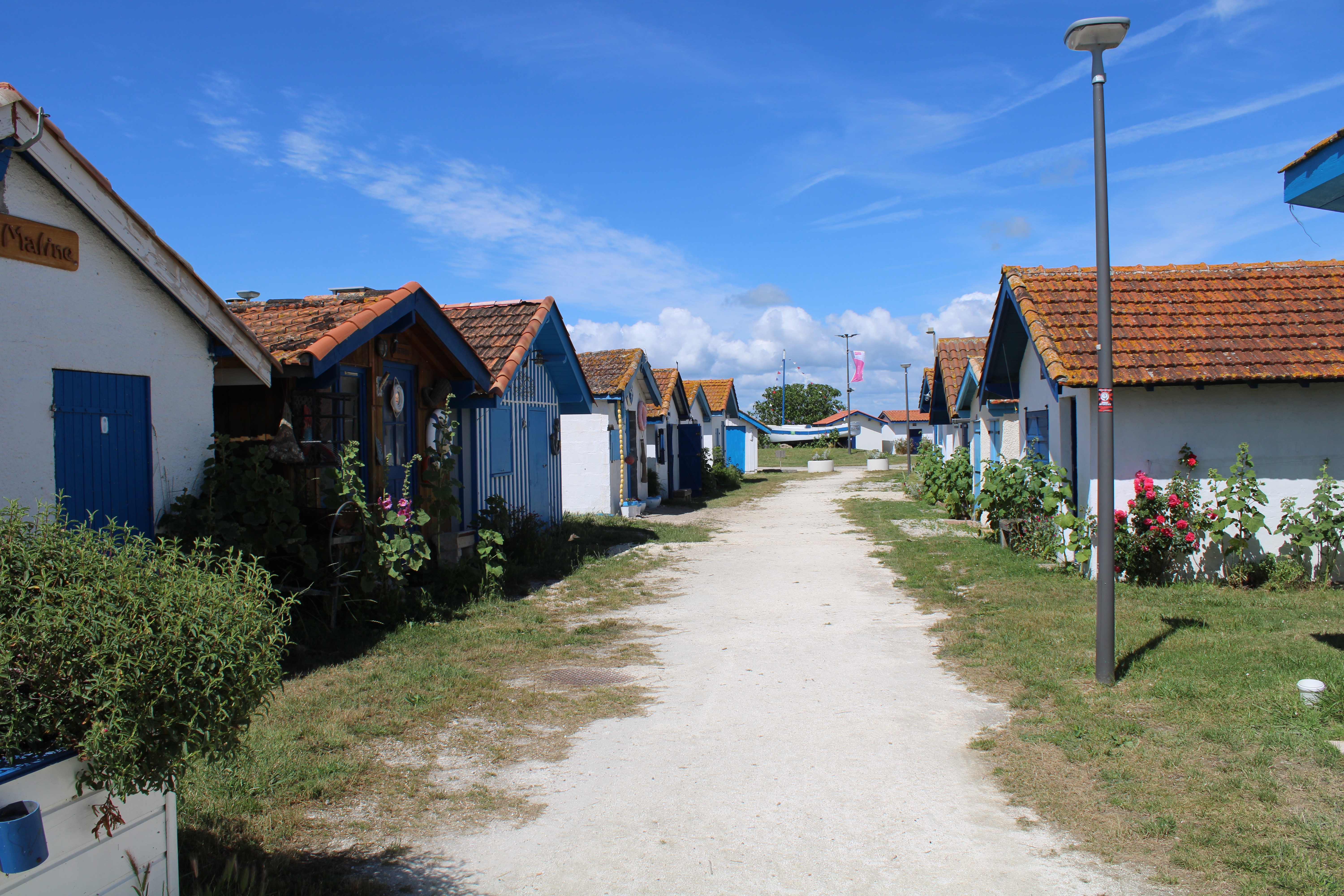
Les cabanes du port en 2022.
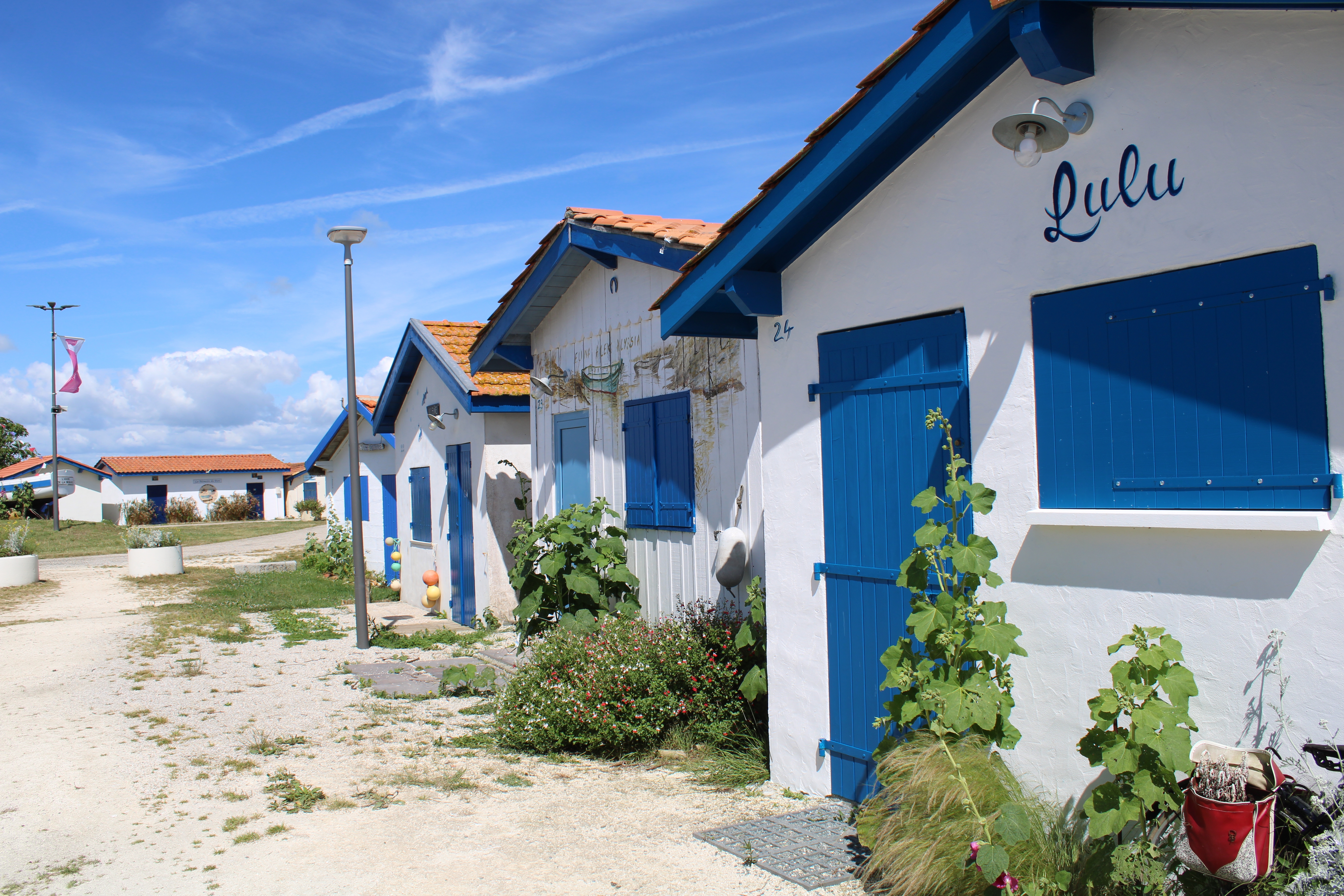
Les cabanes du port en 2022.
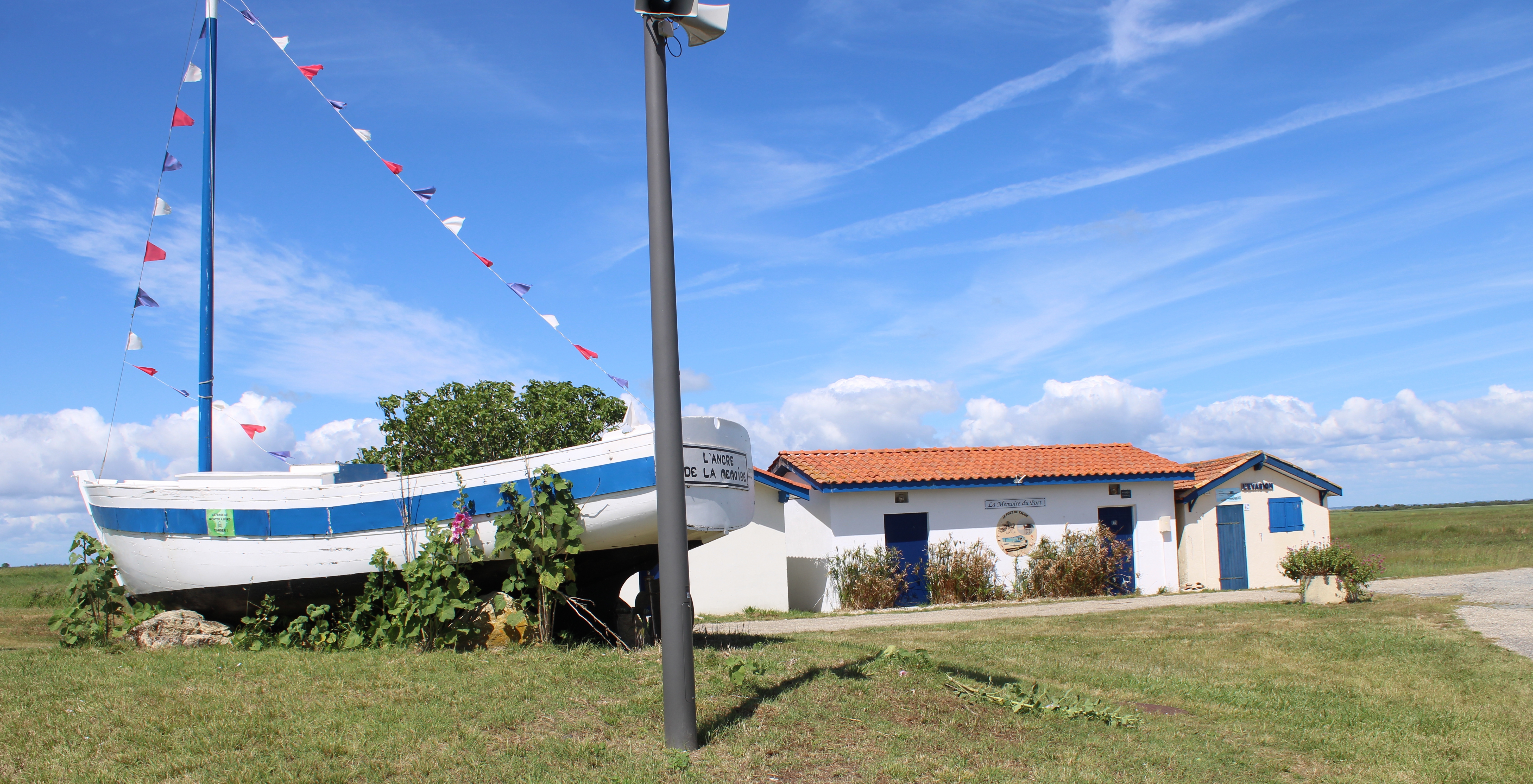
Le musée La mémoire du port.

À partir de 1845, et jusqu'au début du XXe siècle, un bateau-feu est amarré sur le banc de sable de Talais, afin de faciliter la remontée de l'estuaire.

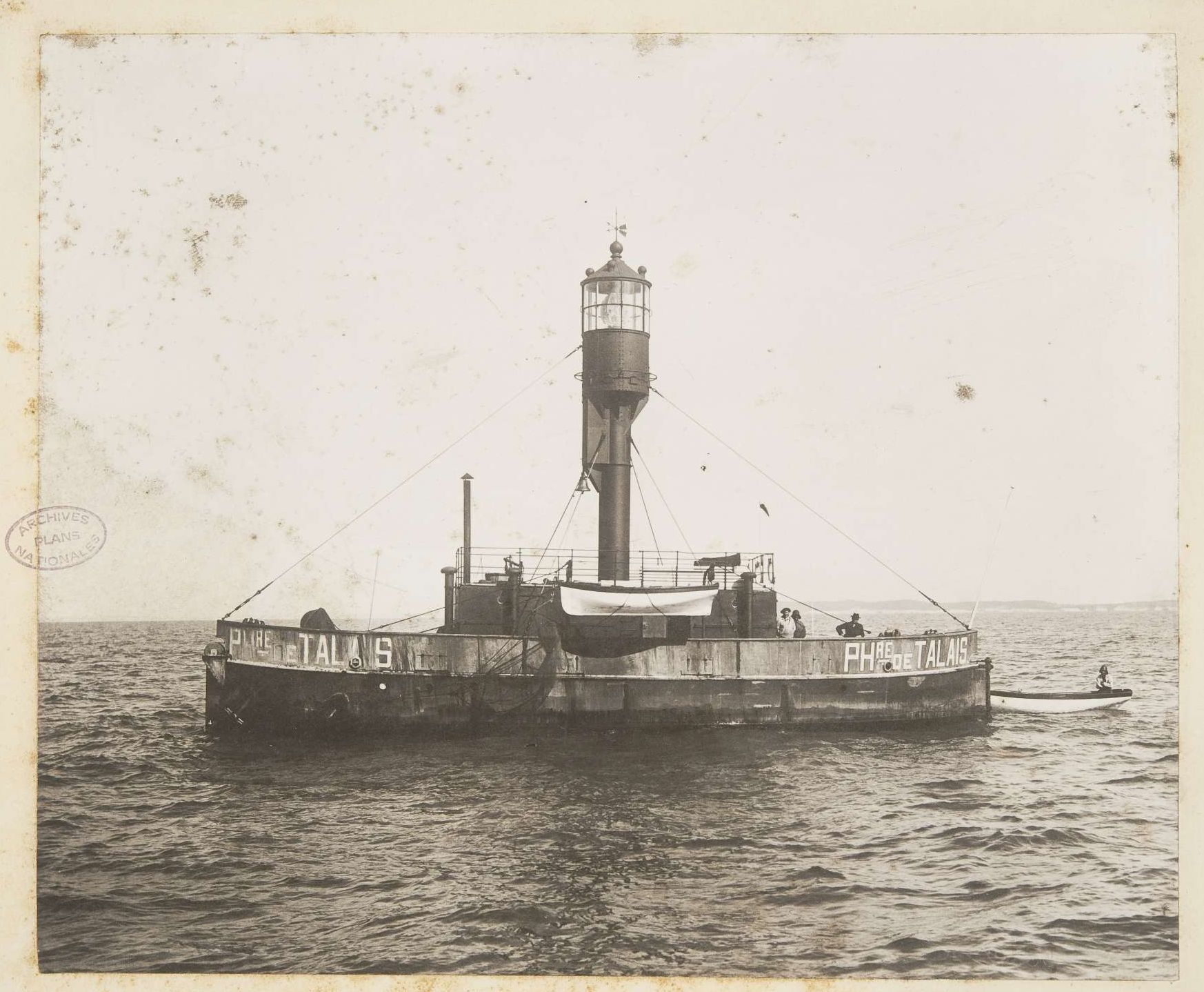
Photographie du feu flottant Talais 3 (début XXe siècle)

## Lieux et monuments
- L'église paroissiale Saint-Martin, de style néo-roman, dont le clocher pointu se voit de loin.

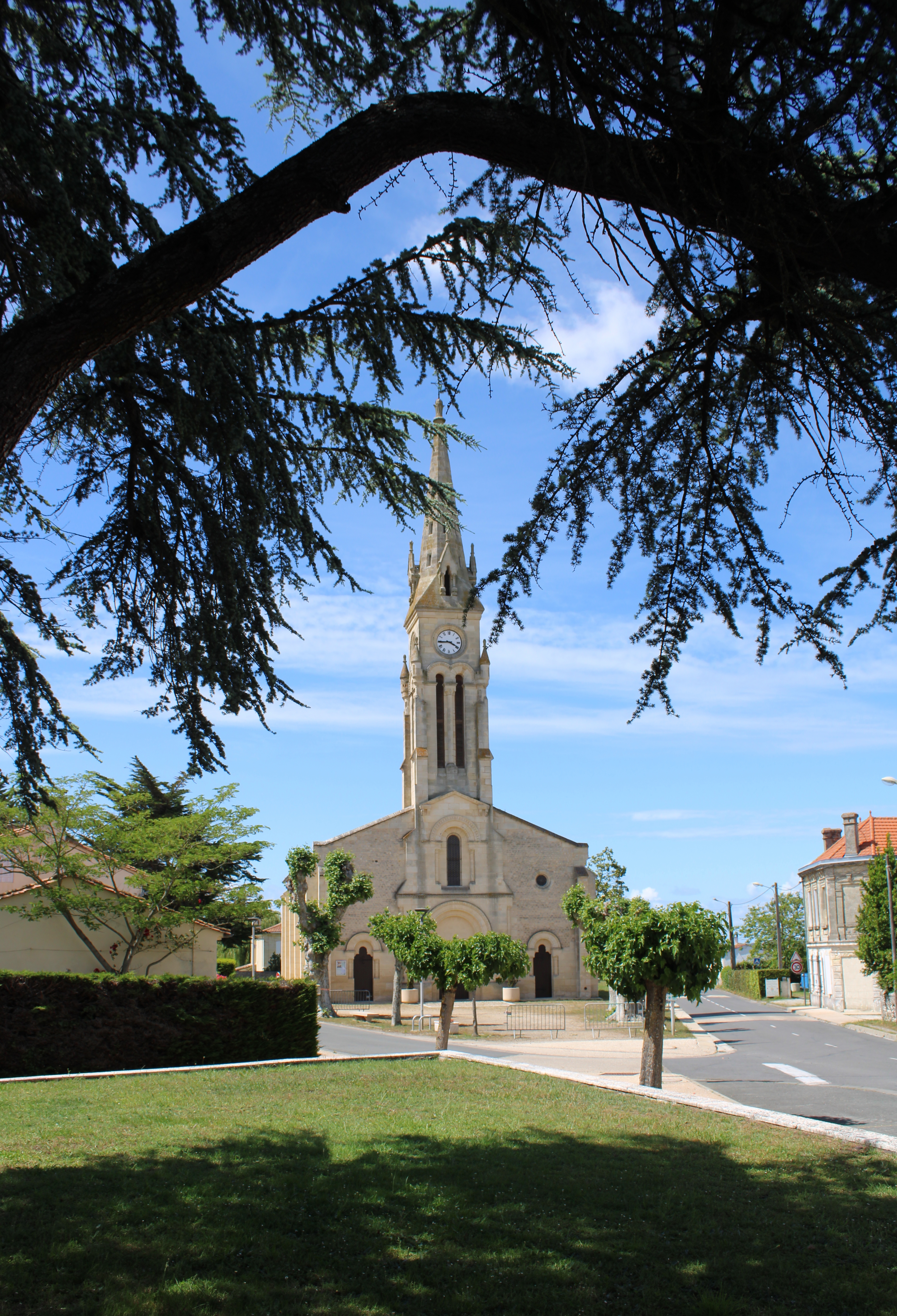
L'église en 2022.
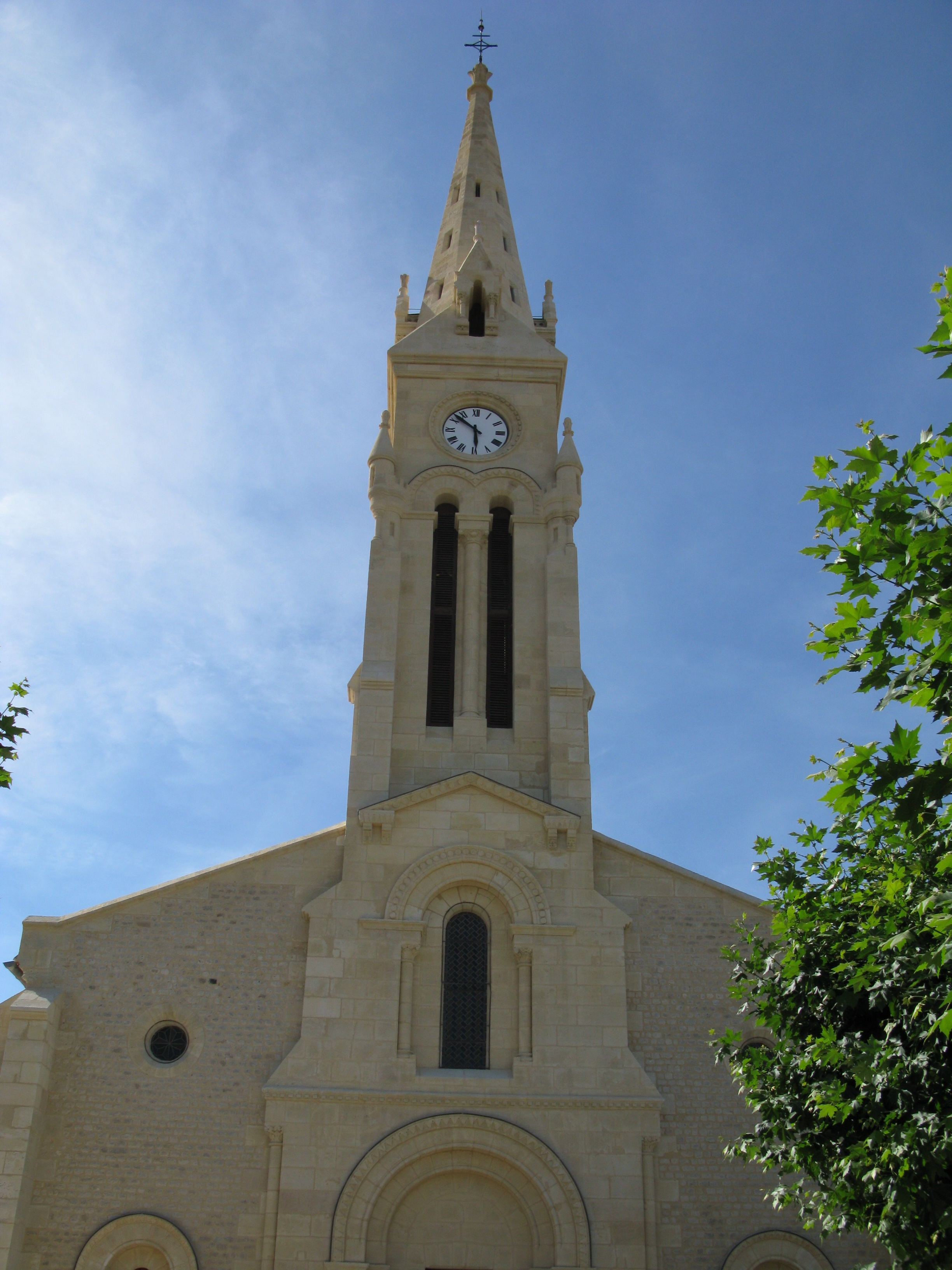
Vue en 2010.
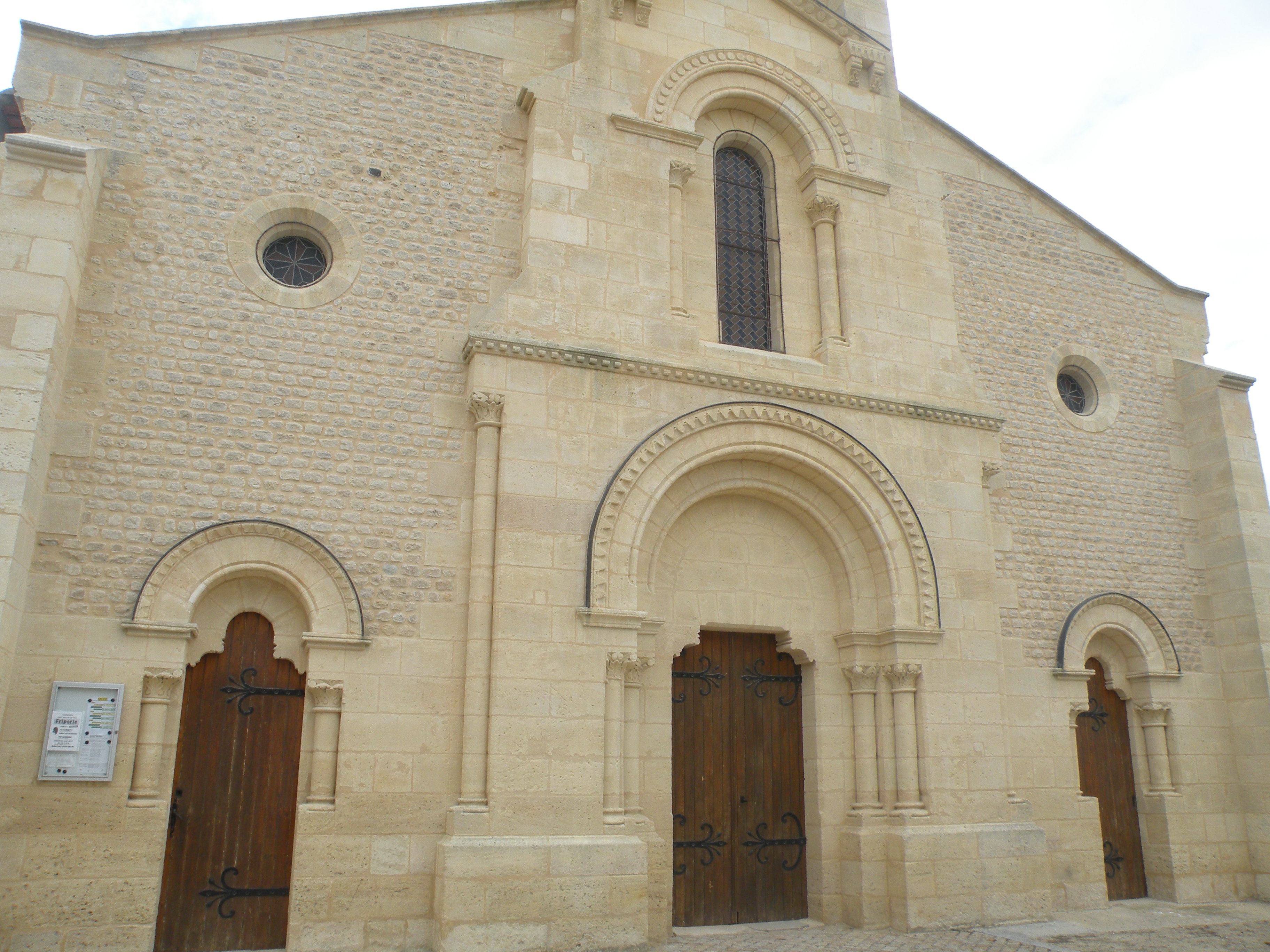
La façade.
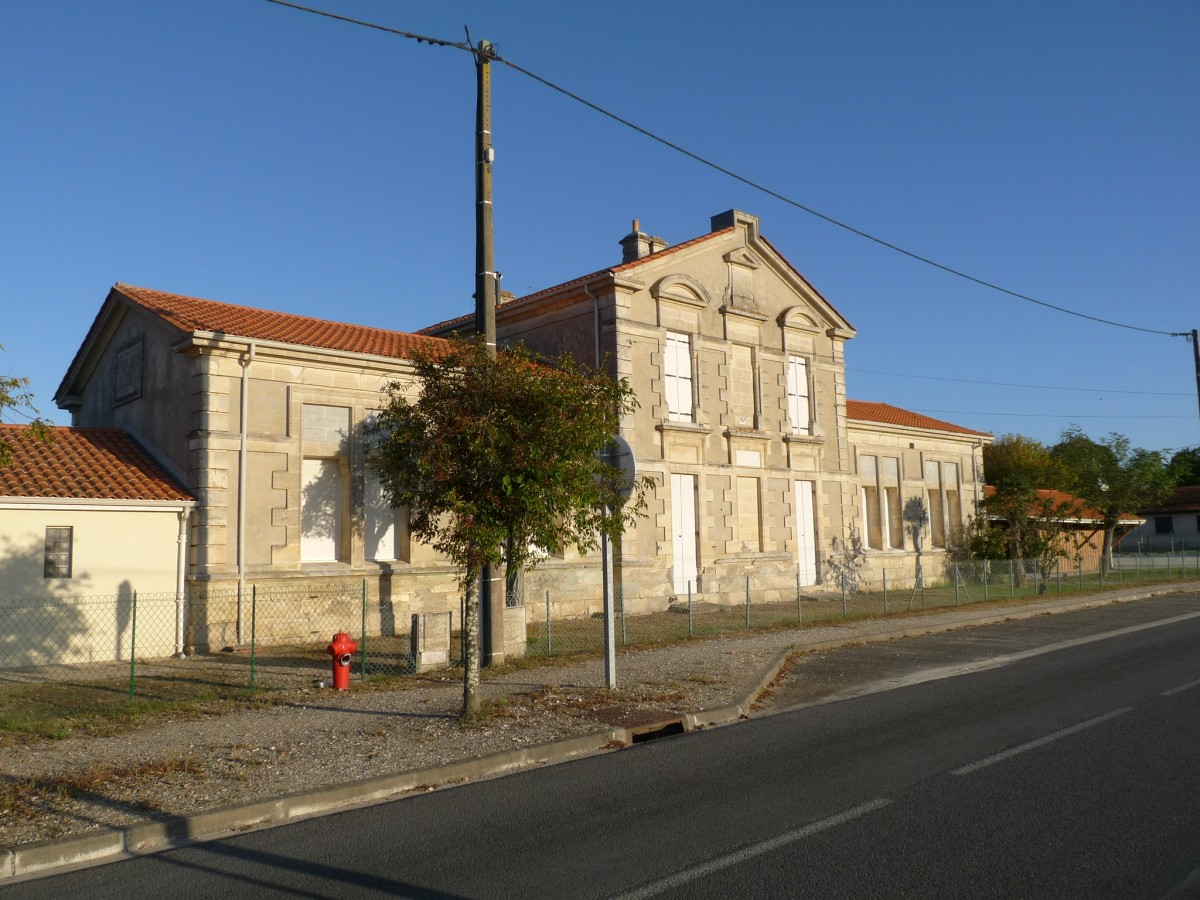
L'école communale en 2012.

## Personnalités liées à la commune
- Pierre Gaillard (1788-1847), conseiller général puis député de la Gironde de 1831 à 1834, est né et mort à Talais
- Roger Ritoux-Lachaud (1902-1940), aviateur français, Compagnon de la Libération, Mort pour la France, né à Talais.